# Repco
Repco é uma fabricante de motor da Austrália. O nome vem da Replacement Parts Company, se referindo a uma de suas maiores linhas de trabalho.
Ficou famosa por fornecer motores para a equipe Brabham de Fórmula 1, ajudando a equipe a conquistar os campeonatos de pilotos com Jack Brabham em 1966 e com o neozelandês Denny Hulme em 1967 e o de construtores também. Atuou em 33 GPs, 8 vitórias, 7 poles, 4 voltas mais rápidas e 25 pódios.

## Fornecimento de Motores
| Ano  | Construtor | Motor                                              |
| ---- | ---------- | -------------------------------------------------- |
| 1966 | Brabham    | Repco 620 3.0 V8                                   |
| 1967 | Brabham    | Repco 740 3.0 V8 Repco 620 3.0 V8                  |
| 1968 | Brabham    | Repco 860 3.0 V8 Repco 740 3.0 V8 Repco 620 3.0 V8 |
| 1968 | LDS        | Repco 620 3.0 V8                                   |
| 1969 | Brabham    | Repco 620 3.0 V8                                   |

## Títulos

### Campeonato de Pilotos[1]
| Ano  | Piloto       |
| ---- | ------------ |
| 1966 | Jack Brabham |
| 1967 | Denny Hulme  |

### Campeonato de Constutores[1]
| Ano  | Equipe  |
| ---- | ------- |
| 1966 | Brabham |
| 1967 | Brabham |

## Números na Fórmula 1
- Vitórias: 8[2] (24,240%[3])
- Pole-Positions: 7[4] (21,210%[5])
- Voltas Mais Rápidas: 4[6]
- Triplos (Pole, Vitória e Volta Mais Rápida) 2[7] (não considerando os pilotos, apenas o motor)
- Pontos: 175[8]
- Pódiuns: 17[9]
- Grandes Prêmios: 33[10] (Todos os Carros: 75[11])
- Grandes Prêmios com Pontos: 20[12]
- Largadas na Primeira Fila: 11[13]
- Posição Média no Grid: 8,320[14]
- Km na Liderança: 2.417,047 Km[15]
- Primeira Vitória: 3 Corrida[16]
- Primeira Pole Position: 4 GP[17]
- Não Qualificações: 2[18]
- Desqualificações: 0[19]
- Porcentagem de Motores Quebrados: 48%[20]